# Яш-Пасах-Чан-Йо'паат
Яш-Пасах-Чан-Йо'паат(бл. 754 — після 810) — ахав Шукуупа у 763—після 810 роках. Ім'я перекладається як «Перший Ранок Небесного Йо'паата».

## Життєпис
Був сином Міік'-Чаак-Б'акаб'а та Іш-Чак-Б'оок-Йє'-Шоок, баакульської принцеси. Про походження батька немає певних відомостей. Достеменно не зрозуміло на якій підставі обійняв трон. Обійняв трон у 763 році, церемонія інтронізації відбулася в день 9.16.12.5.17, 6 Кабан 10 Моль (2 липня 763 року).
Яш-Пасах-Чан-Йо'паат всіляко підкреслював свій зв'язок з родом К'ініч-Яш-К'ук'-Мо і піклувався про пам'ять свого попередника. У 767 році він здійснив танок «в уборі Шу'», в 775 році — танок Чалахуун-Пат, а близько 800 року войовничий танок.
У 770-780-х роках відбувається послаблення влади Яш-Пасах-Чан-Йо'паата. Особливим впливом при дворі Яш-Пасах-Чан-Йо'gаата мав ах-к'ухуун Мак'аб'-Чан. У 776 році на його замовлення був створено вівтар W, а у 781 році Мак'аб'-Чан побудував у своїй резиденції, розташованій на місці сучасного археологічного району Лас-Сепультурас (за 0,5 км на північний схід від столиці), чудовий палац (так званий «Будинок Бакабів»). Усередині палацу знаходиться Ієрогліфічна щабель, запис на якій зроблена парадними повнофігурними ієрогліфами. До 800 році Лас-Сепультурас складався з приблизно 50 будинків, розташованих навколо 7 головних дворів.
З 780-х років намічається відокремлення раніше залежних ахавів від царя Шукуупа. Посилення місцевих ахавів та знаті збіглося за часом зі спадом будівельної активності в Хушвінтікі. У день 9.18.12.5.17, 2 Кабан 15 Паш (4 грудня 802 року) Яш-Пасах-Чан-Йо'паат відсвяткував друге 20-річчя свого перебування при владі, а в день 9.18.15.0.0, 3 Ахав 3 Йаш (24 липень 805 року) відзначив закінчення п'ятнадцятиріччя.
В день 9.19.0.0.0, 9 Ахав 18 Моль (28 червня 810 року) Яш-Пасах-Чан-Йо'паат разом з К'ак'-Холов-Чан-Йо'паатом, ахавом царства Цу'со, відсвяткував закінчення к'атуна і здійснив обряд розкидання кадінь. На думку вчених, це свідчить про відновлення дружніх стосунків між царствами. Після цього відомості про Яш-Пасах-Чан-Йо'паата невідомі.

## Будівництво
Першим його важливим проектом стало завершення будівництва «Храму 11» над похованням К'ак'-Їпях-Чан-К'авііля. У травні 769 року було завершено портал на південному боці храму, в березні 773 року — панелі у внутрішніх коридорах, а в день 9.17.2.12.16, 1 Кіб 19 Кех (26 вересня 773 року) відбулася посвята святилища. Його дах було прикрашено космічними скульптурами, а з боків від сходів головного, північного, фасаду розташовувалися великі статуї «власників небес». Кожен з чотирьох дверних прорізів було оснащено 2 ієрогліфічними панелями, вирізаними безпосередньо в стінах, половина в «дзеркальному стилі», коли текст написано в зворотному порядку. На кам'яній платформі-ступені перед входом в споруду було зображено воцаріння Яш-Пасах-Чан-Йо'паата.
За наказом цього ахава близько 776 року завершено останню версію «Храму 16», розташованого над гробницею К'ініч-Яш-К'ук'-Мо'. В його скульптурній програмі робився акцент на теотіуаканські мотиви і зображення засновника династії. В основі «Храму 16» Яш-Пасах-Чан-Йо'паат в день 9.17.5.0.0, 6 Ахав 13 К'аяб (29 грудня 775 року) помістив вівтар Q, що є одним з головних джерел з династичної історії Шукуупа. Тоді ж в пов'язаний з храмом склеп покладено рештки 15 жертовних ягуарів, по одному на кожного царського попередника.
В день 9.18.10.17.18, 4 Ец'наб 1 Сак (12 серпня 801 року) висвятив Храм 18. Його сходи ведуть до склепу внизу, а святилище нагорі прикрашають чотири панелі, на яких Яш-Пасах-Чан-Йо'паата зображено в незвичайній для Копана сцені військових танців, зі списом і щитом. В основі Храму 18 було встановлено стелу 11.

## Монументи
Яш-Пасах-Чан-Йо'паат з якихось причин відмовився від установки повнофігурної стел, замінивши їх невеликими кубоподобнимі кам'яними брилами, так званими «вівтарями». У його правління було створено 17 вівтарів і лише 2 стели.
На його пам'ятниках поруч зі священним володарем часто зображується група «супутників». Ці персонажі поводяться подібно ахавам: на пам'ятниках вказані дати їх інавгурації, вони здійснюють обряд «розкидання» і мають повні або змінені «емблемною ієрогліфи». Серед істориків досі немає єдиної думки, чи були це родичі царя, з якими Яш-Пасах-Чан-Йо'паату довелося розділити владу, або збори його особистих богів.
Стела 11 при Храмі 18 прикрашена рельєфами, на яких зображений бородатий Яш-Пасах-Чан-Йо'паат в вигляді літнього бога маїса і з факелом в лобі, що стоїть на щелепи, яка служить входом в підземний світ.